# Mali lav
Mali lav (lat. Leo Minor) jedno je od 88 modernih zviježđa. Malo zviježđe sjevernoga neba između zviježđa Lava, Risa i Velikoga medvjeda. Oblikovao ga je Johannes Hevelius 1687. Najsjajnija je zvijezda Praecipua (46 LMi), prividne magnitude 3,83. U zviježđu se nalaze spiralne galaktike NGC 3003, NGC 3344, NGC 3432, NGC 3486, Seyfertova galaktika 3C 234 i dr.

## Vanjske poveznice
- The Deep Photographic Guide to the Constellations: Leo Minor